# Sebastian Abesser (Jägermeister)
Sebastian Abesser (* 25. April 1559 in Grimmelshausen; † 30. Juni 1616 in Schleusingen) war kur- und fürstlich-sächsischer Oberwild- und Jägermeister in der fränkischen Grafschaft Henneberg.

## Leben
Er war der Sohn des hennebergischen Wildhetzers, Hühnerfängers und Försters Valentin Abesser im Amt Themar. 1604 erfolgte seine Beförderung zum Jäger- und Oberwildmeister. Dieses Amt übte er bis zu seinem kinderlosen Tod aus und organisierte u. a. zahlreiche herrschaftliche Jagden im Thüringer Wald.
Anlässlich seines Todes erschien 1616 seine Leichenpredigt im Druck, die der damalige Superintendent Wolfgang Seberg hielt.